# Género tipo
En biología, se llama género tipo al género que se usa para definir un grupo taxonómico de mayor rango, como una familia u orden. A partir de este género se define la especie tipo y se hace la descripción y caracterización del grupo.